# 澄清醫院站 (臺中市公車站)
澄清醫院站是位於臺灣臺中市西屯區的臺灣大道幹線公車站，2014年8月17日啟用時為台中BRT藍線車站，2015年7月8日轉型為臺灣大道幹線公車站。

## 車站歷史
- 2014年8月17日：正式啟用。
- 2015年7月8日：臺中市快捷巴士系統廢除後，原藍線車站改為臺中市公車臺灣大道幹線的公車站，有臺中市公車300路、301路、302路、303路、304路、305路、306路、307路、308路停靠本站。[1]
- 2017年5月26日：增停機場接駁公車A2路。[2]
- 2017年7月7日：增停309路公車。[3] [4]

## 車站概要
車站位於臺灣大道四段與中工二路、福康路口交界地面，於2014年8月17日正式啟用，車站分為兩座地面車站。

## 車站結構

### 車站車道配置
| 慢車道           |                                     |
| 側式月台（西行） |                                     |
| 公車專用車道     | ← 駛往靜宜大學方向（玉門路站）      |
| 快車道           | 臺灣大道四段                        |
| 快車道           | 臺灣大道四段                        |
| 公車專用車道     | →駛往臺中火車站方向（中港新城站） → |
| 側式月台（東行） |                                     |
| 慢車道           |                                     |

### 車站出入口
澄清醫院站為兩座地面車站，單向共1處出口，雙向共2處。
- 東行站（往臺中火車站方向）出口設置位置：臺灣大道四段福康路口。
- 西行站（往靜宜大學方向）出口設置位置：臺灣大道四段福康路口。

## 車站週邊
- 澄清醫院中港院區
- 台中工業區
- 台中世界貿易中心
- 台糖量販西屯店
- J-Mall食尚廣場
- 臺中捷運藍線澄清醫院站(規劃中)

## 慢車道公車轉乘資訊
- 中港澄清醫院：28、48、49、60、63、67、69、75、79、161、323、324、325、326、351、356、658